# 베가 (이스라엘 왕국)
베가(재위 기원전 736년경-732년경)은 북이스라엘 왕국의 18대 왕으로 살해를 당한 4명의 이스라엘 군주들 중 4번째 왕이다.
페카는 르말야의 아들로 전왕 브가히야의 무관이었으나 그의 죄악에 대항해 반란을 일으켜 궁궐에서 브가히야를 쳐 죽이고 왕위에 올랐다.
그도 큰 패악을 저질렀는데 그의 시대에는 아시리아의 임금 티글라트-필레세르 3세가 쳐들어와 이욘, 아벨 벳 마아카, 야노아, 케데스, 하초르, 길앗, 갈릴래아와 납탈리의 온 지역을 점령해 그 지역 사람들을 아시리아로 끌고 갔다. 그 뒤에는 엘라의 아들 호세아가 반란을 일으켜 그를 죽이고 뒤를 이어 왕위에 올랐다.
| 전임 브가히야 | 북이스라엘의 왕 | 후임 호세아 |